# Aeroportul Saint-Étienne – Bouthéon
Aeroportul Saint-Étienne – Bouthéon (IATA: EBU, ICAO: LFMH) este un aeroport din Andrézieux-Bouthéon, Cantonul Saint-Galmier, Arondismentul Montbrison, Loire, Auvergne-Ron-Alpi, Franța metropolitană, Franța ce deservește zona Saint-Étienne. Aeroportul a fost tranzitat în 2022 de 3.305 pasageri. A fost deschis în 1962 și numit după zona deservită.
Situat la o altitudine de 403 m, aeroportul dispune de 1 pistă.

## Infrastructură

### Piste
Aeroportul dispune de o singură pistă. Pista 17/35 are suprafața de asfalt și dimensiunile 2.300 m × 45 m. 